# Wallace Jones (basketballer)
Wallace Clayton "Wah Wah" Jones (Harlan, 14 juli 1926 – Lexington, 27 juli 2014) was een Amerikaans basketballer. Hij won met het Amerikaans basketbalteam de gouden medaille op de Olympische Zomerspelen 1948.
Jones speelde voor het team van de University of Kentucky en de Phillips 66ers, voordat hij in 1949 zijn NBA-debuut maakte bij de Indianapolis Olympians. Tijdens de Olympische Spelen speelde hij 6 wedstrijden, inclusief de finale tegen Frankrijk.
Na zijn carrière als speler was hij werkzaam als sheriff in Fayette County.
11 Lew Beck · 
12 Ralph Beard · 
15 Alex Groza · 
23 Cliff Barker · 
24 Ray Lumpp · 
26 Kenny Rollins · 
27 Wallace Jones · 
30 Vince Boryla · 
33 Don Barksdale · 
55 Jesse Renick · 
66 Gordon Carpenter · 
77 Jackie Robinson · 
90 Bob Kurland · 
99 Robert Pitts · 
Coach Bud Browning